# Diasporaaufstand
Der Diasporaaufstand (hebräisch מרד הגלויות mered ha'galuyot oder hebräisch מרד התפוצות mered ha'tfutzot, in lateinisch Tumultus Iudaicus) war ein jüdischer Aufstand während der Herrschaft des römischen Kaisers Trajan in den Jahren 115 bis 117 n. Chr. Es war der zweite der drei großen jüdischen Aufstände gegen die Römer im ersten und zweiten Jahrhundert n. Chr. – der erste war der Jüdische Krieg, der dritte der Bar-Kochba-Aufstand (bzw. der Zweite Jüdische Krieg) –, die schließlich zur Zerstörung der letzten Reste eines größeren geschlossenen jüdischen Siedlungsgebiets in der römischen Provinz Judäa führten und zur danach über viele Jahrhunderte bestehenden Diaspora-Situation des Judentums. Im Unterschied zu den beiden Jüdischen Kriegen um 70 und um 135 scheint Judäa, das eigentliche Kernland der Juden, von den Kämpfen um 116 nicht direkt betroffen gewesen zu sein.

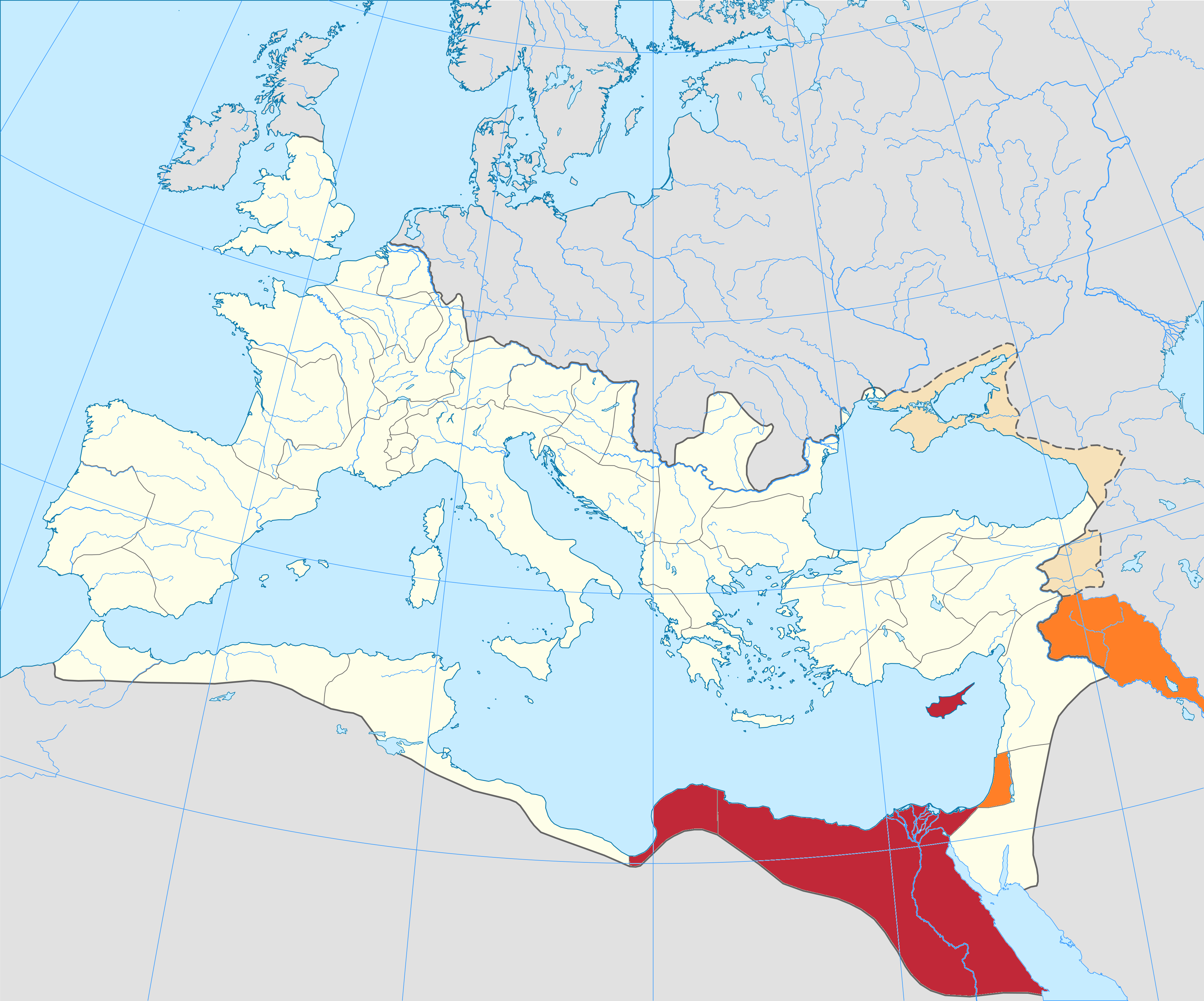
Römische Provinzen (dunkelrot) die am Diaspora-Aufstand 117 n. Chr. beteiligt waren.

## Bezeichnung
Die Bezeichnung als „babylonischer Aufstand“ ist nur wenig befriedigend, da sie nur eine von mehreren fast zeitgleichen Erhebungen aus der jüdischen Diaspora während der letzten Jahre der Regierungszeit Trajans bezeichnet. Die betreffenden Aufstände fanden statt
- in der Kyrenaika,
- in Ägypten,
- auf Zypern und
- in Mesopotamien.

Alternativ wird der Konflikt auch bezeichnet als Diaspora-Aufstand, Krieg des Kitos, Aufstand der Juden gegen Trajan oder 2. jüdisch-römischer Krieg.
Obwohl das Fehlen eines allgemein anerkannten historischen Begriffs für diese Aufstände nahezulegen scheint, dass es sich um Ereignisse minderer Bedeutung handelt, waren die Folgen für das jüdische Volk und seine Kultur verheerend. Alle genannten Gebiete wiesen sehr volkreiche Gemeinden auf, man kann jeweils von einer in die Hunderttausende gehenden Zahl von Personen ausgehen – und alle wurden fast vollständig vernichtet. Die vor allem kulturell bedeutende Gemeinde in Alexandria erholte sich nie wieder von diesem Schlag. Daher können diese wenig bekannten Ereignisse wenn auch nicht in ihrer psychologischen Wirkung, so doch in den materiellen Folgen durchaus mit dem Jüdischen Krieg verglichen werden. Und auch für Rom waren die Aufstände folgenreich; trugen die Unruhen doch wesentlich zum Scheitern des großangelegten Eroberungskrieges bei, den Kaiser Trajan zu dieser Zeit gegen das mächtige Partherreich führte.

## Ausbruch
Der Aufstand brach im Jahr 115 in der römischen Provinz Kyrene in Nordafrika im heutigen Ost-Libyen aus. Anführer war ein Jude namens Andreas oder auch Lukas; vermutlich trug er sowohl einen hebräischen als auch einen griechischen Namen. Da er in den Quellen als König bezeichnet wird, wird er als messianischer Prätendent anzusehen sein, vergleichbar dem Simon bar Kochba, dem Anführer im letzten großen Aufstand der Juden.
Über die Ursache für den Ausbruch des Aufstands ist nichts Genaues bekannt. Etwa hundert Jahre später berichtet der Historiker Cassius Dio, die Juden Kyrenes seien über ihre römischen und griechischen Nachbarn hergefallen und hätten ausgesprochene Scheußlichkeiten an ihnen verübt:

„Inzwischen hatten die Juden der Kyrenaika einen gewissen Andreas zum Anführer gemacht und vernichteten sowohl Römer als Griechen. Sie aßen vom Fleisch ihrer Opfer, machten sich Gürtel aus Eingeweiden, schmierten sich mit dem Blut ein und kleideten sich in die Häute; viele zersägten sie von oben nach unten, andere warfen sie wilden Tieren vor und wieder andere zwangen sie, als Gladiatoren zu kämpfen. Insgesamt starben 220.000 Menschen.“

Man mag bezweifeln, dass sich gläubige Juden zum Verzehr von menschlichem Fleisch überwinden konnten, und man kann die Zahl der Opfer für übertrieben halten. Jedenfalls ist belegt, dass die Kyrenaika nach Niederschlagung des Aufstands derart entvölkert war, dass Trajan dort Veteranen ansiedeln ließ.
Keine Zweifel gibt es über die angerichteten Zerstörungen: In Kyrene scheinen vor allem die griechischen Tempel Ziel der Zerstörungswut gewesen zu sein. Die Tempel des Apollon, des Zeus, der Dioskuren, der Demeter, der Artemis und der Isis, aber auch die Symbole römischer Herrschaft und Kultur wie das Caesareum, die Basilika und die Thermen wurden zerstört oder schwer beschädigt. Neu errichtete Gebäude und Meilensteine geben als Grund der Erneuerung den jüdischen Aufstand (tumultus Iudaicus) an.
Jedenfalls bildet sich der Eindruck einer von religiösem Massenwahn angeheizten hemmungslosen Grausamkeit und Zerstörungswut, die jede Rückkehr zu einem friedlichen Miteinander auf absehbare Zeit ausschloss.

## Ausweitung
Die Griechen der Kyrenaika flohen nach Alexandria, wo sie die dort wohnenden Juden umbrachten. Bald darauf rückte jedoch Andreas/Lukas mit den Scharen seiner Gotteskrieger an. Der Präfekt von Ägypten, Marcus Rutilius Lupus, zog sich vor den anrückenden Scharen zurück, die Juden besetzten die Stadt und brannten sie nieder. Bei dieser Gelegenheit wurde auch das Grabmal zerstört, in dem Caesar den Pompeius beigesetzt hatte. Doch die Verwüstungen beschränkten sich nicht auf Alexandria und das Nildelta. Selbst in der Gegend von Theben, 600 km nilaufwärts, kam es zu Plünderungen durch die Aufständischen. Der Historiker Appian berichtet, wie er in der Gegend von Pelusion mit knapper Not den Aufständischen entkam.
Auch auf Zypern, wo von jeher große jüdische Gemeinden existierten, erhoben sich die Juden unter der Führung eines gewissen Artemion zu einem Gemetzel an den griechischen Einwohnern. Die Aufständischen sollen Salamis zerstört und 240.000 Griechen umgebracht haben. Auch wenn diese Zahl übertrieben ist, scheint der Eindruck dieses Aufstandes auf die zyprischen Griechen so nachhaltig gewesen zu sein, dass laut Cassius Dio ein Gesetz den Juden auf alle Zeit das Betreten Zyperns verbot, selbst im Fall eines Schiffbruchs.
Um diese Aufstände zu beenden und eine weitere Ausbreitung zu unterbinden, entsandte Trajan den späteren Prätorianerpräfekten Quintus Marcius Turbo nach Nordafrika und die Legio VII Claudia nach Zypern, doch auch für die überlegene römische Militärmacht erwies sich die Niederschlagung der Aufstände in Ägypten, Zypern und der Kyrenaika als ein langwieriges Unterfangen. Erst im Jahr 117 war dies gelungen. Bei der Einnahme von Alexandria wurde die im Altertum berühmte Synagoge zerstört. Wie zuvor die Griechen niedergemetzelt wurden, so wurden jetzt die Juden zu Tausenden Opfer von Rache und Terror.

## Aufstand in Mesopotamien
Parallel dazu, aber eventuell unter anderen Voraussetzungen, ist der Aufstand in Mesopotamien zu sehen. Der anfangs über die Parther siegreiche Trajan hatte sich im Winter 115/116 ins Winterquartier nach Antiochia zurückgezogen, als in den eben unterworfenen Provinzen ein Aufstand ausbrach, bei dem die im Zweistromland siedelnden Juden wohl eine besonders prominente Rolle spielten. Gemeinsam mit parthischen Truppen gingen sie gegen die Römer vor, was Trajans Nachfolger Hadrian letztlich zur Aufgabe der Eroberungen zwang.
Trajan eroberte und zerstörte Nisibis (das heutige Nusaybin in der Türkei), Edessa und Seleukia am Tigris – allesamt Städte, in denen es große jüdische Gemeinden gab. Dennoch blieb die Lage für Rom schwierig. Mit der Vernichtung noch bestehender Widerstandsnester im eigentlichen Imperium beauftragte der Kaiser den Feldherrn Lusius Quietus, der seine Aufgabe in Zypern und Syrien so gründlich erfüllte, dass er als Statthalter nach Iudaea entsandt wurde.

## Der „Krieg des Kitos“
Dort in Iudaea kam es möglicherweise nach dem Tod Trajans und dem Regierungsantritt Hadrians zu einem weiteren kleinen Aufstand, der (nur) in den talmudischen Quellen als „Krieg des Kitos“ (polemos schel kitos) erscheint. Die Bezeichnung geht wohl auf (Lusius) Quietus zurück. Die Anführer sollen zwei alexandrinische Juden namens Julianus und Pappos gewesen sein. Der Legende nach wurden sie durch die Abberufung des Quietus in letzter Minute vor der Hinrichtung gerettet. Jedenfalls ging der Tag, der 12. Adar, unter der Bezeichnung „Trajanstag“, jom tirjanus, als Halbfeiertag in den jüdischen Festkalender ein. Viele Gelehrte bezweifeln aber die Historizität dieser Ereignisse, die die römischen Quellen nicht erwähnen – man geht eher davon aus, dass es in Iudaea vorerst ruhig blieb.